# جان مارك ميشو
جان مارك ميشو هو سياسي كندي، ولد في 24 أكتوبر 1923 في كندا، وتوفي في 26 أغسطس 2008. حزبياً، نشط في الجمعية الليبرالية لنيو برونزويك ‏. وقد انتخب عضو الجمعية التشريعية لنيو برونزويك ‏.